# Фрагаоло (Арецо)
Фрагаоло је насеље у Италији у округу Арецо, региону Тоскана.
Према процени из 2011. у насељу је живело 112 становника. Насеље се налази на надморској висини од 713 м.